# Liechtenstein en los Juegos Olímpicos de Roma 1960
Liechtenstein estuvo representado en los Juegos Olímpicos de Roma 1960 por cinco deportistas masculinos que compitieron en tres deportes.
El portador de la bandera en la ceremonia de apertura fue el atleta Alois Büchel. El equipo olímpico liechtensteiniano no obtuvo ninguna medalla en estos Juegos.